# Clo Duri Bezzola
Clo Duri Bezzola (* 14. Juli 1945 in Scuol; † 17. August 2004 in Männedorf) war ein Schweizer Schriftsteller. Er schrieb in deutscher Sprache und im rätoromanischen Idiom Vallader.

## Auszeichnungen
- 1977 Werkbeitrag der Stiftung Pro Helvetia
- 1979 Einzelwerkpreis der Schweizerischen Schillerstiftung
- 1989 Werkbeitrag der Stiftung Pro Helvetia
- 1992 Radio- und Fernsehpreis
- 1996 Anerkennungspreis des Kantons Graubünden
- 1998 Anerkennungspreis des Kantons Zürich
- 1999 Literaturpreis der Jubiläumsstiftung der UBS
- 2000 Werksemester in London der Kulturstiftung von Landis+Gyr

## Werke

### Buchausgaben
- Our per la romma. Selbstverlag, Oetwil am See 1978
- A l’ur dal di. Il Chardun, Zernez 1984
- La chà dal sulai. Uniun dals Grischs, Samedan 1987
- Zwischenzeit. Roman. Pendo, Zürich 1996, ISBN 3-85842-299-1
- Eine Seele, zwei Sprachen. Forum Engadin, Pontresina 1997
- Das gestohlene Blau – Il blau engulà. Gedichte deutsch-romanisch. Pendo, Zürich 1998, ISBN 3-85842-331-9
- Engadin. Bahn, Land und Leute. Fotos von Peter Donatsch. AS, Zürich 1999, ISBN 3-905111-44-6
- Illa sumbriva da la glüm. Uniun dals Grischs, Samedan 2009

### Theaterstücke
- Tarzan
- S’hät gschället. UA: 1977
- O vacanzas a Meran. UA: 1984
- Titanic. UA: 1999